# اففینگتون، آکسفوردشر
اففینگتون (به انگلیسی: Uffington) یک روستا و محله مدنی در بریتانیا است که در ویل آو وایت هرس واقع شده‌است. اففینگتون ۷۸۳ نفر جمعیت دارد.